# Bryum cyathiphyllum
Bryum cyathiphyllum är en bladmossart som beskrevs av Hugh Neville Dixon och Theodor Carl Karl Julius Herzog 1937. Bryum cyathiphyllum ingår i släktet bryummossor, och familjen Bryaceae. Inga underarter finns listade i Catalogue of Life.